# Marcey-les-Grèves
Marcey-les-Grèves település Franciaországban, Manche megyében. Lakosainak száma 1286 fő (2022. január 1.). Marcey-les-Grèves Lolif, Avranches, Bacilly, Saint-Jean-de-la-Haize, Vains és Le Val-Saint-Père községekkel határos.

## Népesség
A település népességének változása:
| Lakosok száma | 804  | 1031 | 1113 | 1200 | 1290 | 1270 | 1284 | 1294 | 1302 | 1286 |
|               | 1968 | 1982 | 1990 | 2006 | 2013 | 2015 | 2017 | 2019 | 2020 | 2022 |